# Национален музей „Георги Кастриоти Скендербег“
Национален музей „Георги Кастриоти Скендербег“ (на албански: Muzeu Kombëtar „Gjergj Kastrioti Skënderbeu“), известен още като Музей на Скандербег или Круйски музей е исторически музей, разположен в град Круя и е един от най-важните и посещавани музеи в Албания. Музеят е построен в края на 1970-те години и е открит на 1 ноември 1982 г. Архитектурата му е проектирана от архитектите Пиро Васо и Пранвера Ходжа. Строителните работи са извършени от местен екип, ръководен от Робърт Коте. Музеят има характер на мемориал, архитектурно вдъхновен от традиционните албански каменни кули и средновековна романска архитектура. Името на музея е в чест на албанския национален герой Георги Кастриоти Скендербег.
Крепостта Круя, в който се помещава музеят, е историческа цитадела. Османските войски атакуват крепостта на три пъти, през 1450, 1466 и 1467 г., но не успяват да го превземат. Именно тази непревземаема крепост помага на Георги Кастриоти Скендербег да защити Албания от османското нашествие в продължение на повече от две десетилетия.